# 渡辺佳子
渡辺 佳子（わたなべ よしこ、1977年12月29日 - ）は、日本の女性ファッションモデル。静岡県出身。フロント所属。

## 略歴
19歳でモデルデビュー。
2005年からファッション雑誌『Domani』の専属モデルとして活動。2016年まで11年間にわたって同誌のモデルを務めた。

## 人物
兄と妹がいる。
29歳で結婚。36歳で第1子男児、43歳で第2子女児を出産した。

## 出演

### ファッション雑誌
- Oggi（小学館）
- Domani（小学館）
- Precious（小学館）
- VERY（光文社）
- Marisol（集英社）

### CM
- 丸井『マルコとマルオの7日間』
- 資生堂『TSUBAKI』『白ツバキ誕生』篇
- マイクロソフト
- SUBARU『FORESTER』
- サントリー『スーパーホップス』
- ツーカーセルラー
- マツダ『DEMIO』